# Stenia pallida
Stenia pallida är en orkidéart som beskrevs av John Lindley. Stenia pallida ingår i släktet Stenia och familjen orkidéer. Inga underarter finns listade i Catalogue of Life.

## Bildgalleri

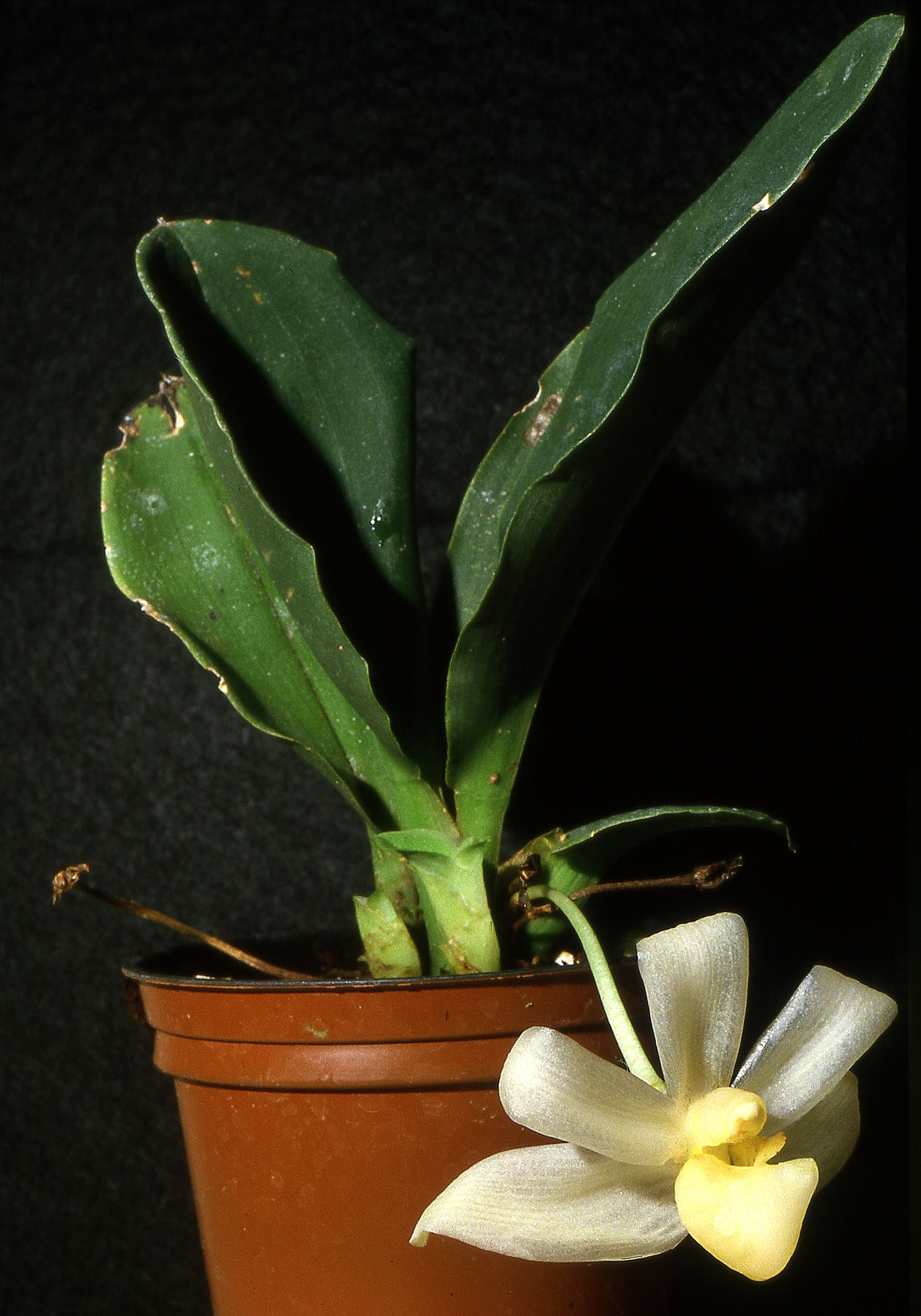
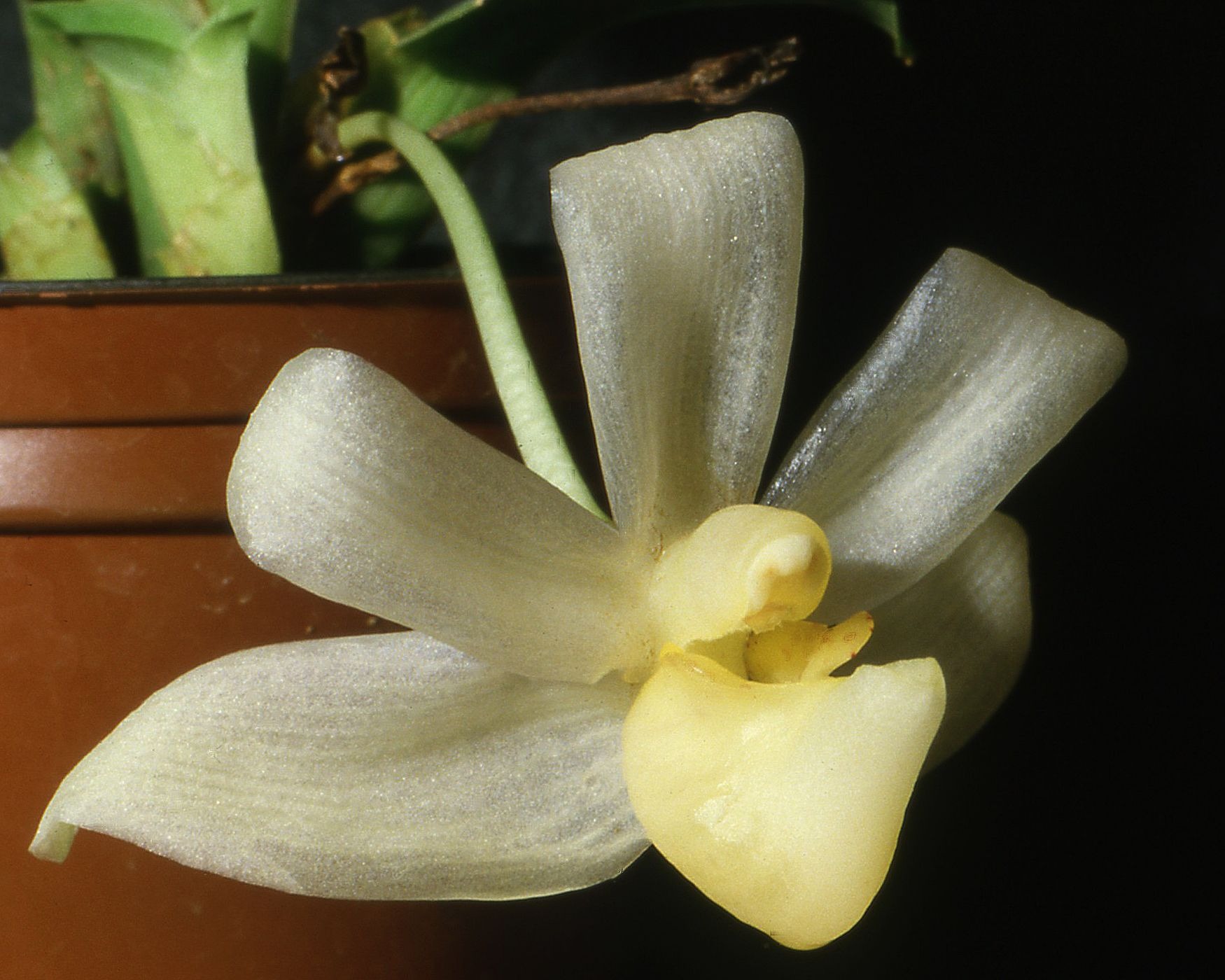
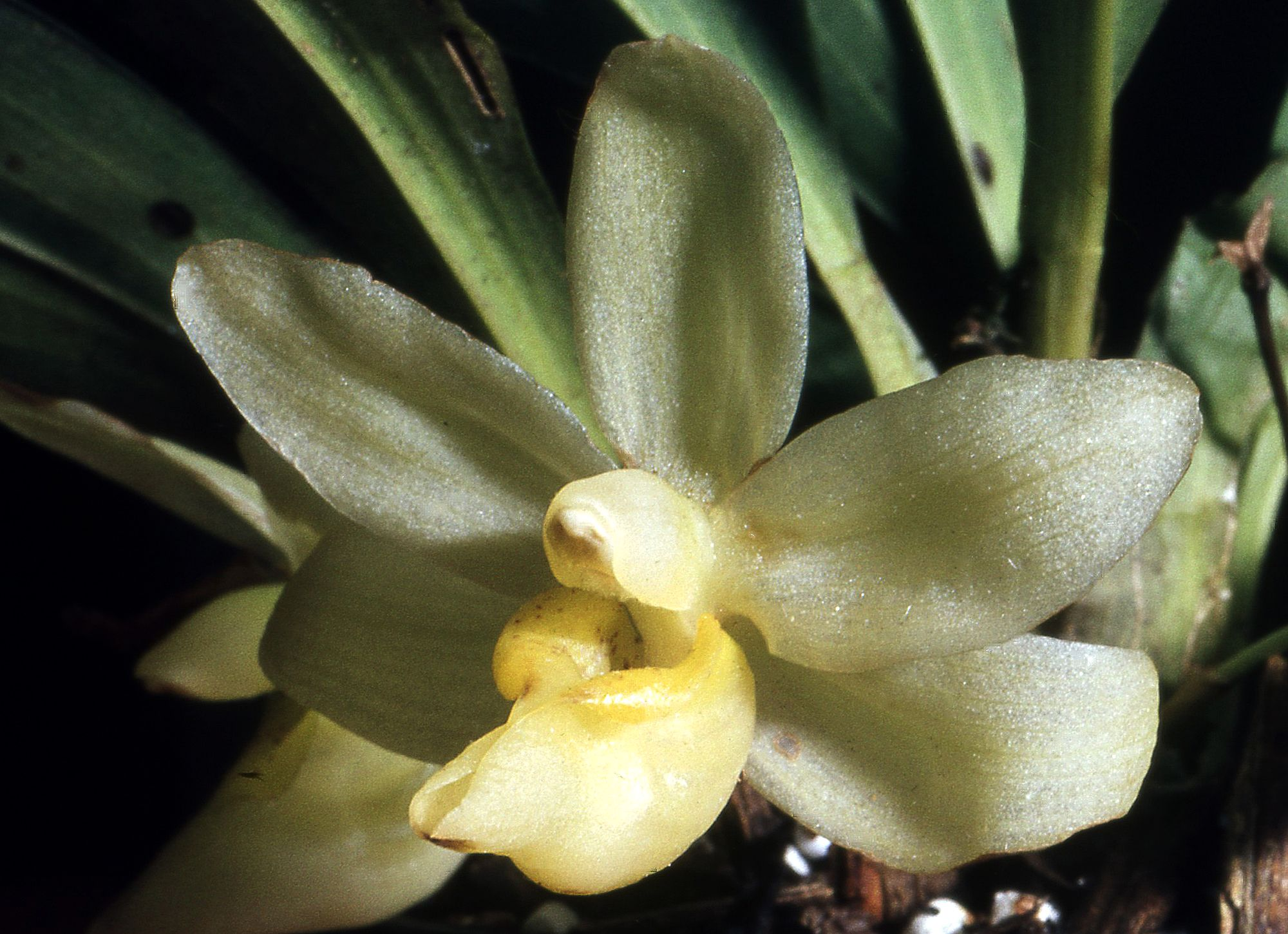
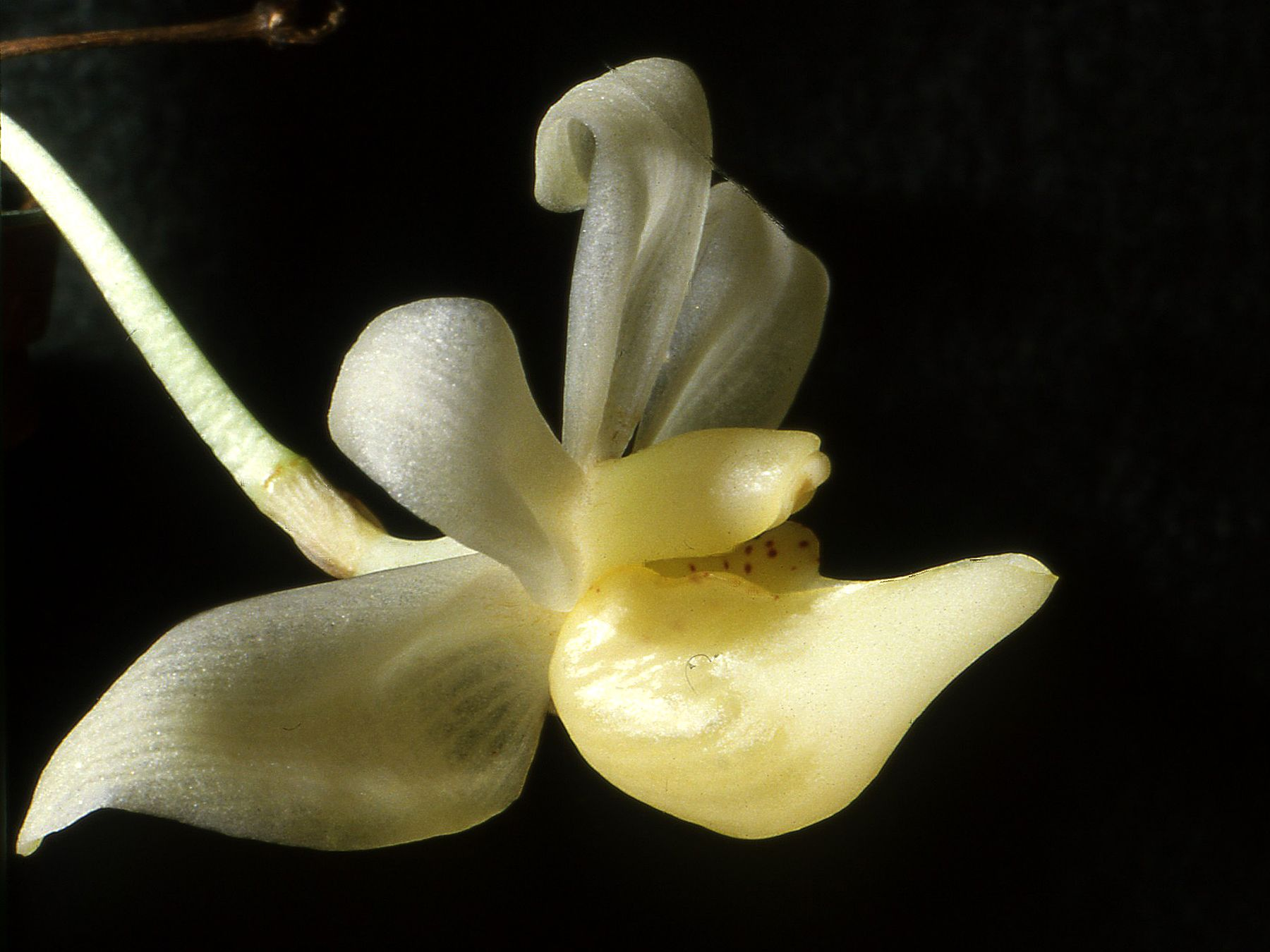
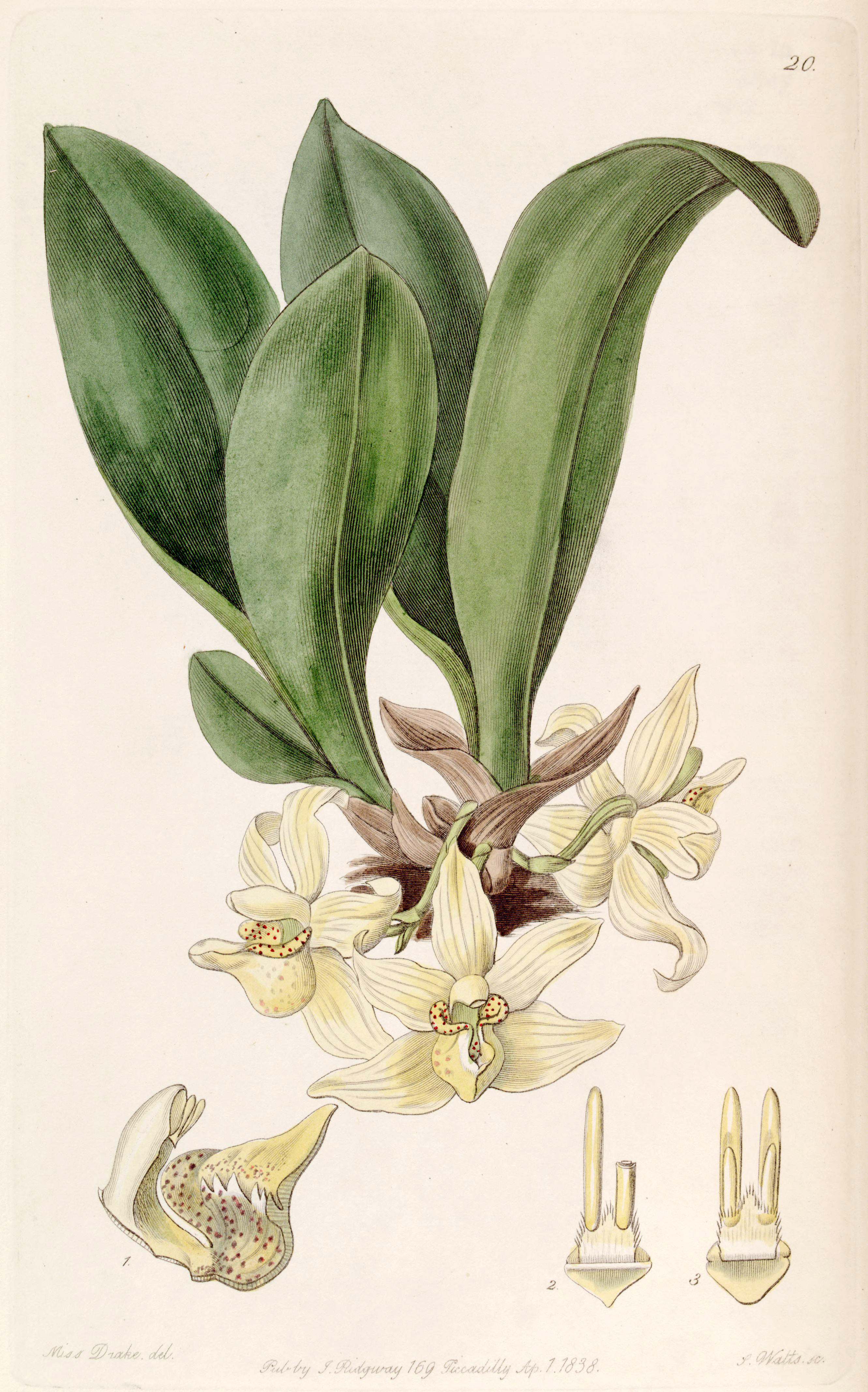